# Cycloachelous orbicularis
Cycloachelous orbicularis is een krabbensoort uit de familie van de Portunidae. De wetenschappelijke naam van de soort is voor het eerst geldig gepubliceerd in 1880 door Richters.